# Cischweinfia donrafae
Cischweinfia donrafae är en orkidéart som beskrevs av Robert Louis Dressler och Stig Dalström. Cischweinfia donrafae ingår i släktet Cischweinfia och familjen orkidéer.
Artens utbredningsområde är Costa Rica. Inga underarter finns listade i Catalogue of Life.